# Orde van Burgerlijke Verdienste (Zuid-Korea)

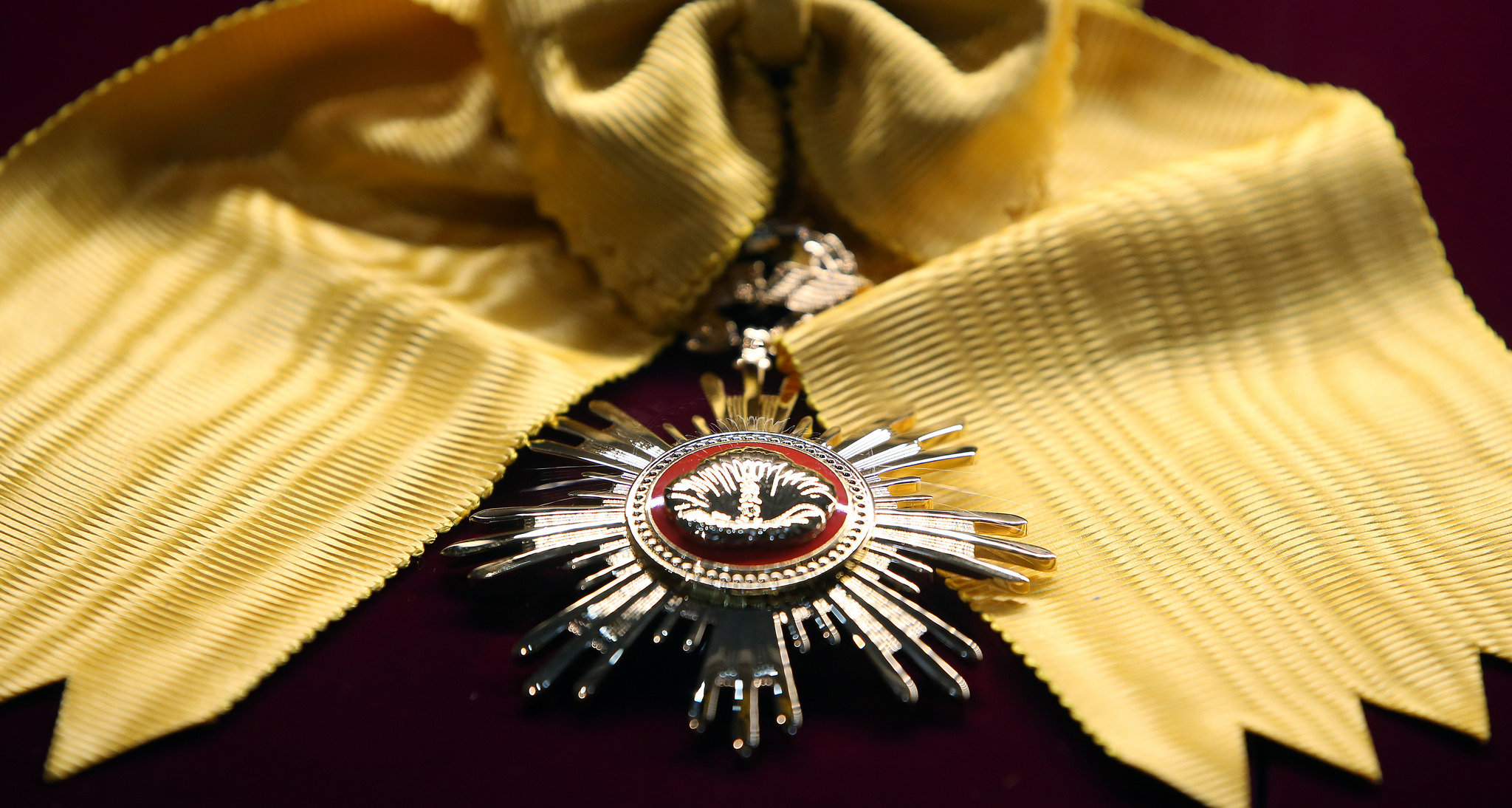
Orde van Burgerlijke Verdienste

De Orde van Verdienste (Koreaans: 국민훈장 , Geonguk Honjang), werd in 1949 ingesteld en dient als belangrijkste onderscheiding voor de burgers van de Koreaanse Republiek oftewel Zuid-Korea.
Er zijn vijf graden.
Deze orde is onderverdeeld in 
- - De Grote Orde van Mugunghwa of Hibiscus

Een grootkruis.
- - De Orde van de Moran of Pioenroos,

Een commandeurskruis met ster.
- - De Orde van de Dongbeag of Camelia,

Een commandeurskruis met ster. 
- - De Orde van de Mogryeon of Magnolia

Een officierskruis
en de
- - De Orde van de Seogryu of Granaatappel.

Een officierskruis. 

De kleinoden hebben allen een verhoging in de vorm van de bloem die bij hun graad genoemd wordt.
In de Engelse vertalingen gebruiken de Koreanen de begrippen "medal" en "order" door elkaar. Elders heten deze graden dus "Medaille van de Republiek"" et cetera.